# Kostel svatého Bartoloměje (Pošná)
Kostel svatého Bartoloměje je římskokatolický kostel v obci Pošná a pacovské farnosti. Dříve patřil farnosti v Pošné, která začátkem 21. století zanikla. Od 3. května 1958 je kulturní památkou.

## Historie
První písemná zmínka o kostele pochází z období mezi léty 1369–1384. K barokní přestavbě kostela došlo roku 1680.

## Popis
Jedná se o jednolodní kostel románského základu, stojící uprostřed bývalého hřbitova. Později byl renesančně a barokně upravován. Prostor presbytáře s křížovou klenbou je od lodi oddělen hrotitým triumfálním obloukem. V interiéru se dále nachází tribuna ve věži, nástěnné gotické malby a varhany, jež prošly v roce 1988 opravou.